# Campeonato Sudamericano de Fútbol Femenino 2000
El Campeonato Sudamericano Interclubes de Fútbol Femenino 2000 fue un torneo no oficial de fútbol femenino organizado por la Federación Peruana de Fútbol. Los partidos se disputaron entre Lima y Callao durante marzo del año 2000.

## Sedes
| Ciudad | Estadio                      | Capacidad |
| ------ | ---------------------------- | --------- |
| Lima   | Estadio Nacional             | 45.000    |
| Lima   | VIDENA (Canchas 1 y 2)       | 0         |
| Lima   | Estadio San Martín de Porres | 15.000    |
| Callao | Estadio Miguel Grau          | 17.000    |

## Participantes
Los clubes participantes de esta edición fueron:
- Sporting Cristal
- Sport Coopsol
- Sport Boys
- UNMSM/Garcilaso
- UAA
- Santa Fe
- Todas Estrellas
- River Plate
- Banfield
- Nacional
- Rampla Juniors
- All Stars Mérida

## Resultados

### Primera Ronda

#### Grupo A
| Equipo           | Pts. | PJ | PG | PE | PP | GF | GC | DG  |
| ---------------- | ---- | -- | -- | -- | -- | -- | -- | --- |
| Sporting Cristal | 7    | 3  | 2  | 1  | 0  | 14 | 1  | +13 |
| UAA              | 5    | 3  | 1  | 2  | 0  | 7  | 3  | +4  |
| Banfield         | 4    | 3  | 1  | 1  | 1  | 4  | 6  | -2  |
| All Stars Mérida | 1    | 3  | 0  | 1  | 2  | 2  | 17 | -15 |

| \| Fecha \| Lugar \| Local \| Resultado \| Visitante \| \| ---------- \| ---------------------------- \| ---------------- \| --------- \| ---------------- \| \| 5 de marzo \| Estadio Nacional \| Banfield \| 2:2 \| UAA \| \| 5 de marzo \| Estadio Nacional \| Sporting Cristal \| 11:0 \| All Stars Mérida \| \| 7 de marzo \| VIDENA \| Banfield \| 2:2 \| All Stars Mérida \| \| 7 de marzo \| VIDENA \| Sporting Cristal \| 1:1 \| UAA \| \| 9 de marzo \| Estadio San Martín de Porres \| UAA \| 4:0 \| All Stars Mérida \| \| 9 de marzo \| Estadio San Martín de Porres \| Sporting Cristal \| 2:0 \| Banfield \| |                              |                  |           |                  |
| Fecha | Lugar                        | Local            | Resultado | Visitante        |
| 5 de marzo | Estadio Nacional             | Banfield         | 2:2       | UAA              |
| 5 de marzo | Estadio Nacional             | Sporting Cristal | 11:0      | All Stars Mérida |
| 7 de marzo | VIDENA                       | Banfield         | 2:2       | All Stars Mérida |
| 7 de marzo | VIDENA                       | Sporting Cristal | 1:1       | UAA              |
| 9 de marzo | Estadio San Martín de Porres | UAA              | 4:0       | All Stars Mérida |
| 9 de marzo | Estadio San Martín de Porres | Sporting Cristal | 2:0       | Banfield         |

#### Grupo B
| Equipo          | Pts. | PJ | PG | PE | PP | GF | GC | DG  |
| --------------- | ---- | -- | -- | -- | -- | -- | -- | --- |
| Sport Coopsol   | 9    | 3  | 3  | 0  | 0  | 16 | 4  | +12 |
| Nacional        | 6    | 3  | 2  | 0  | 1  | 9  | 11 | -2  |
| Santa Fe        | 1    | 3  | 0  | 1  | 2  | 2  | 4  | -2  |
| UNMSM/Garcilaso | 1    | 3  | 0  | 1  | 2  | 3  | 10 | -7  |

| \| Fecha \| Lugar \| Local \| Resultado \| Visitante \| \| ----------- \| ------ \| --------------- \| --------- \| --------------- \| \| 6 de marzo \| VIDENA \| UNMSM/Garcilaso \| 0:5 \| Nacional \| \| 6 de marzo \| VIDENA \| Sport Coopsol \| 2:0 \| Santa Fe \| \| 8 de marzo \| VIDENA \| Nacional \| 2:1 \| Santa Fe \| \| 8 de marzo \| VIDENA \| Sport Coopsol \| 4:2 \| UNMSM/Garcilaso \| \| 10 de marzo \| VIDENA \| Santa Fe \| 1:1 \| UNMSM/Garcilaso \| \| 10 de marzo \| VIDENA \| Sport Coopsol \| 10:2 \| Nacional \| |        |                 |           |                 |
| Fecha | Lugar  | Local           | Resultado | Visitante       |
| 6 de marzo | VIDENA | UNMSM/Garcilaso | 0:5       | Nacional        |
| 6 de marzo | VIDENA | Sport Coopsol   | 2:0       | Santa Fe        |
| 8 de marzo | VIDENA | Nacional        | 2:1       | Santa Fe        |
| 8 de marzo | VIDENA | Sport Coopsol   | 4:2       | UNMSM/Garcilaso |
| 10 de marzo | VIDENA | Santa Fe        | 1:1       | UNMSM/Garcilaso |
| 10 de marzo | VIDENA | Sport Coopsol   | 10:2      | Nacional        |

#### Grupo C
| Equipo          | Pts. | PJ | PG | PE | PP | GF | GC | DG |
| --------------- | ---- | -- | -- | -- | -- | -- | -- | -- |
| River Plate     | 7    | 3  | 2  | 1  | 0  | 3  | 0  | +3 |
| Sport Boys      | 5    | 3  | 1  | 2  | 0  | 8  | 5  | +3 |
| Todas Estrellas | 3    | 3  | 1  | 0  | 2  | 2  | 7  | -5 |
| Rampla Juniors  | 1    | 3  | 0  | 1  | 2  | 4  | 7  | -3 |

| \| Fecha \| Lugar \| Local \| Resultado \| Visitante \| \| ----------- \| ----------- \| --------------- \| --------- \| --------------- \| \| 6 de marzo \| Miguel Grau \| River Plate \| 1:0 \| Rampla Juniors \| \| 6 de marzo \| Miguel Grau \| Sport Boys \| 5:2 \| Todas Estrellas \| \| 8 de marzo \| Miguel Grau \| River Plate \| 2:0 \| Todas Estrellas \| \| 8 de marzo \| Miguel Grau \| Sport Boys \| 3:3 \| Rampla Juniors \| \| 10 de marzo \| Miguel Grau \| Todas Estrellas \| 3:1 \| Rampla Juniors \| \| 10 de marzo \| Miguel Grau \| Sport Boys \| 0:0 \| River Plate \| |             |                 |           |                 |
| Fecha | Lugar       | Local           | Resultado | Visitante       |
| 6 de marzo | Miguel Grau | River Plate     | 1:0       | Rampla Juniors  |
| 6 de marzo | Miguel Grau | Sport Boys      | 5:2       | Todas Estrellas |
| 8 de marzo | Miguel Grau | River Plate     | 2:0       | Todas Estrellas |
| 8 de marzo | Miguel Grau | Sport Boys      | 3:3       | Rampla Juniors  |
| 10 de marzo | Miguel Grau | Todas Estrellas | 3:1       | Rampla Juniors  |
| 10 de marzo | Miguel Grau | Sport Boys      | 0:0       | River Plate     |

### Fase Final

#### Cuadro
|  | Cuartos de final               | Cuartos de final                 |                                  |       | Semifinales   | Semifinales   |  |  | Final | Final |
|  |                                |                                  |                                  |       |               |               |  |  |       |       |
|  | 12 de marzo - VIDENA - Campo 1 |                                  |                                  |       |               |               |  |  |       |       |
|  |                                |                                  |                                  |       |               |               |  |  |       |       |
|  | Sport Boys (p.)                | 2 (5)                            |                                  |       |               |               |  |  |       |       |
|  | Sport Boys (p.)                | 2 (5)                            | 15 de marzo - Estadio San Martín |       |               |               |  |  |       |       |
|  | Nacional                       | 2 (3)                            |                                  |       |               |               |  |  |       |       |
|  | Nacional                       | 2 (3)                            | Sport Boys                       | 0     |               |               |  |  |       |       |
|  | 12 de marzo - VIDENA - Campo 2 |                                  | Sport Boys                       | 0     |               |               |  |  |       |       |
|  |                                | Sporting Cristal                 | 4                                |       |               |               |  |  |       |       |
|  | Sporting Cristal               | Sporting Cristal                 | 4                                | 5     |               |               |  |  |       |       |
|  | Sporting Cristal               |                                  | 18 de marzo - Estadio Nacional   | 5     |               |               |  |  |       |       |
|  | Banfield                       | 1                                |                                  |       |               |               |  |  |       |       |
|  | Banfield                       | 1                                | Sporting Cristal                 | 2     |               |               |  |  |       |       |
|  | 12 de marzo - VIDENA - Campo 1 |                                  | Sporting Cristal                 | 2     |               |               |  |  |       |       |
|  |                                | Sport Coopsol                    | 0                                |       |               |               |  |  |       |       |
|  | River Plate                    | Sport Coopsol                    | 0                                | 1     |               |               |  |  |       |       |
|  | River Plate                    | 15 de marzo - Estadio San Martín |                                  | 1     |               |               |  |  |       |       |
|  | UAA                            | 4                                |                                  |       |               |               |  |  |       |       |
|  | UAA                            | 4                                | UAA                              | 1     |               |               |  |  |       |       |
|  | 12 de marzo - VIDENA - Campo 2 |                                  | UAA                              | 1     |               |               |  |  |       |       |
|  |                                | Sport Coopsol                    | 2                                |       | Tercer puesto | Tercer puesto |  |  |       |       |
|  | Sport Coopsol (p.)             | Sport Coopsol                    | 2                                | 3 (3) | Tercer puesto | Tercer puesto |  |  |       |       |
|  | Sport Coopsol (p.)             |                                  | 18 de marzo - Estadio Nacional   | 3 (3) |               |               |  |  |       |       |
|  | Todas Estrellas                | 3 (1)                            |                                  |       |               |               |  |  |       |       |
|  | Todas Estrellas                | 3 (1)                            | Sport Boys (p.)                  | 1 (4) |               |               |  |  |       |       |
|  |                                |                                  |                                  |       |               |               |  |  |       |       |
|  | UAA                            | 1 (3)                            |                                  |       |               |               |  |  |       |       |
|  | UAA                            | 1 (3)                            |                                  |       |               |               |  |  |       |       |

|                             |
| Campeón                     |
| Sporting Cristal 1.º título |